# Galenia
Galenia ist eine Pflanzengattung aus der Familie der Mittagsblumengewächse (Aizoaceae). Der botanische Name der Gattung ehrt den griechischen Mediziner, Philosophen und Naturforscher Galenos.

## Beschreibung
Die Arten der Gattung Galenia wachsen als Sträucher oder ausdauernde Pflanzen. Ihre Internodien sind papillat oder kahl und ihre Zweige oft einseitswendig. Die gegenständigen oder wechselständigen Laubblätter sind lanzettlich bis nadelförmig. Ihre Epidermis ist mit mehr oder weniger niedrigen Papillen besetzt, die anfangs glänzen und später weiß werden.
Die ungestielten Blüten stehen in mehr oder weniger reichen Zymen zusammen, die sich häufig gut vom manchmal großen vegetativen Teil des Busches unterscheiden lassen. Das vier- bis fünfzipflige (selten dreizipflige) Perigon ist klein. Es sind acht bis zehn Staubblätter vorhanden, deren Staubfäden sich auf das Dreifache verlängern, wenn sich die Staubbeutel öffnen. Die trockenen, ledrigen, aufreißenden oder nicht aufreißenden Kapselfrüchte sind drei bis fünffächrig. Gelegentlich ist etwas Quellgewebe vorhanden. Jedes Fach enthält einen hängenden, nierenförmigen bis rundlichen und meisten abgeflachten Samen.

## Systematik und Verbreitung
Die Gattung Galenia ist im Süden Angolas, in Namibia und in den südafrikanischen Provinzen Ostkap, Freistaat, Nordkap und Westkap verbreitet.  Die Pflanzen wachsen vorwiegend in Trockengebieten im Tiefland, häufig in ökologisch gestörten Gebieten neben Straßen in Kiesböden.
Die Erstbeschreibung erfolgte 1753 durch Carl von Linné in seinem Werk Species Plantarum. Die Gattung Galenia wird in zwei Untergattungen gegliedert und umfasst folgende Arten:
Galenia subg. Galenia
- Galenia africana L.
- Galenia ecklonis Walp.
- Galenia hispidissima Fenzl ex Sond.
- Galenia namaensis Schinz
- Galenia procumbens L.f.
- Galenia rigida Adamson

Galenia subg. Kolleria Fenzl
- Galenia acutifolia Adamson
- Galenia affinis Sond.
- Galenia collina (Eckl. & Zeyh.) Walp.
- Galenia crystallina (Eckl. & Zeyh.) Sond.
- Galenia cymosa Adamson
- Galenia dregeana Fenzl ex Sond.
- Galenia exigua Adamson
- Galenia filiformis (Thunb.) N.E.Br.
- Galenia fruticosa (L.f.) Sond.
- Galenia glandulifera Bittrich
- Galenia hemisphaerica Adamson
- Galenia herniariifolia (C.Presl) Walp.
- Galenia meziana K.Muell.
- Galenia pallens (Eckl. & Zeyh.) Walp.
- Galenia papulosa (Eckl. & Zeyh.) Sond.
- Galenia portulacacea Fenzl ex Sond.
- Galenia prostrata G.Schellenb.
- Galenia pruinosa Sond.
- Galenia pubescens (Eckl. & Zeyh.) Druce
- Galenia sarcophylla Fenzl ex Sond.
- Galenia secunda (L.f.) Sond.
- Galenia squamulosa (Eckl. & Zeyh.) Fenzl ex Sond.
- Galenia subcarnosa Adamson

Cornelia Klak und Mitarbeiter stellten 2017 alle Arten in ihr breites Gattungskonzept der Gattung Aizoon.

## Nachweise